# Phúc Khang An
Phúc Khang An (Chữ Hán: 福康安, tiếng Mãn: ᡶᡠᠺᠠᠩᡤᠠᠨ, Möllendorff: Fukʽanggan, Abkai: Fukʻanggan; 1753 - 2 tháng 7 năm 1796), biểu tự Dao Lâm (瑤林), Mãn Châu Tương hoàng kỳ, Phú Sát thị, là một vị tướng nhà Thanh trong lịch sử Trung Quốc, ông từng làm quan dưới triều Càn Long và Gia Khánh và từng giữ chức Nội vụ phủ Đại thần và Tổng đốc Lưỡng Quảng.

## Tiểu sử
Phúc Khang An sinh năm Càn Long thứ 19 (1754), xuất thân trong gia tộc Mãn Châu rất danh giá là Sa Tế Phú Sát thị, là con trai của Đại học sĩ Phó Hằng và là cháu trai của Hiếu Hiền Thuần Hoàng hậu, nguyên phối thê tử của Càn Long Đế.
Năm Càn Long thứ 32 (1767), ông trở được tập phong Vân Kị úy (雲騎尉) và phục vụ trong Đại nội thị vệ, hàm Tam đẳng Thị vệ, trực thuộc Càn Thanh môn.
Năm thứ 34 (1769), thăng làm Nhị đẳng, trực thuộc Ngự tiền, tức là thân cận với Hoàng đế. Năm thứ 35 (1770), thăng Nhất đẳng Thị vệ.
Năm thứ 36 (1771), ông được phong Hộ bộ Thị lang, sau đó được phong Phó Đô thống Mông Cổ Tương lam kỳ .
Năm thứ 37 (1772), tháng 5, nhận mệnh đến Quân cơ xứ học tập. Lúc này là lúc loạn Kim-Xuyên lần thứ 2, Thanh triều phái Võ Anh điện Đại học sĩ Ôn Phúc (溫福) làm Định Biên Tướng quân (定邊將軍), A Quế và Phong Thăng Ngạch (豐升額) làm Phó tướng quân, Phúc Khang An thụ ấn, làm Lĩnh đội đại thần.
Năm thứ 38 (1773), tháng giêng, Phúc Khang An nhận lệnh đến Tứ Xuyên hỗ trợ Tướng quân A Quế dẹp loạn. Tháng 6, tại trận chiến Mộc Quả Mộc (木果木之戰), quân Thanh đại bại, Ôn Phúc tử trận, triều đình bổ nhiệm A Quế làm Định Tây Tướng quân (定西將軍), chia đường tiếp tục tấn công. Khi đại quân đang tấn công Lạt Mục Lạt Mục (喇穆喇穆) Phúc Khang An đốc binh tấn công các lô-cốt phía Tây, lại hợp quân cùng Hải Lan Sát, thừa thắng công hạ La Bác Ngõa Sơn (羅博瓦山), lại tiến về phía Bắc, côn hạ được Tư Đông Trại (斯東寨). Quân thổ ti thừa dịp đêm tuyết lên núi, tập kích doanh địa của Phó tướng Thường Lộc Bảo (常禄保), Phúc Khang An nghe được tiếng súng, lập tức đốc binh cứu viện, đẩy lùi đợt tấn công của Thô Ti. Quân Thổ Ti trú ở Trát Sơn Lộc (扎山麓), nhân ngày mưa mà xây lên hai tòa lô-cốt. Phúc Khang An suất lĩnh tám trăm quân lính, ban đêm đội mưa đánh vào phá hủy lô-cốt. Ông được Càn Long Đế ra chỉ khen ngợi.
Sau đó, ông tiếp tục tiến quân đánh hạ Sắc Băng Phổ sơn (色淜普山), phá hủy hàng chục tòa lô-cốt kiên cố, tiêu diệt hơn vài trăm quân Thổ Ti. Ông lại hợp quân với Ngạch Sâm Đắc (額森特) và Hải Lan Sát, đánh hạ tòa lô-cốt lớn nhất phía nam Sắc Băng Phổ sơn của quân Thổ Ti, lại hạ được hoàn toàn các trạm gác của Lạt Mục Lạt Mục, đồng thời chiếm được Nhật Tắc Nha khẩu (日則丫口). Ông lại kiềm chế Gia Đức cổ điêu, tấn công tây bắc trại của Tốn Khắc Nhĩ Tông (遜克爾宗). Quân Thổ ti âm thầm đánh lén hậu phương của quân Thanh đều bị ông đánh lui.
A Quế lo lắng quân Thổ Ti canh giữ nơi hiểm yếu, khó phân thắng bại, liền thay đổi tuyến đường, mệnh Phúc Khang An đánh hạ các lô-cốt của Đạt Nhĩ Trát Khắc sơn (達爾扎克山).
Năm thứ 41 (1776), Tứ Xuyên được bình định, ông được phong tước Tam đẳng Gia Dũng nam (三等嘉勇男), chức Hộ bộ Tả Thị lang, rồi Mông Cổ Tương Bạch kỳ Đô thống.
Trong khoảng thời gian 3 năm (1777 - 1780), Phúc Khang An giữ chức Cát Lâm Tướng quân và Thịnh Kinh Tướng quân.
Năm thứ 45 (1784), ông cùng tướng quân A Quế đi đánh dẹp cuộc nổi dậy của người Hồi ở Cam Túc, thành công trở về được phong tước Nhất Đẳng Gia Dũng hầu (一等嘉勇侯).
Năm thứ 52 (1787), ông nhận lệnh cùng Hải Lan Sát đến Đài Loan bình định Lâm Sảng Văn. Trong năm đó, ông dẫn quân từ Phúc Kiến cứu viện quân Thanh đang bị bao vây trên biển, loạn quân được bình định, ông được phong Nhất đẳng Gia Dũng công (一等嘉勇公).
Năm thứ 55 (1790), quân Khuếch Nhĩ Khách tấn công Tây Tạng với ý định cướp bóc các tu viện Mật tông nhưng lui quân nhờ sự thuyết phục của tướng quân Ba Trung. Năm sau, quân Khuếch Nhĩ Khách, Mông Cổ lại tấn công và cướp bóc Tây Tạng mà không gặp phải sự kháng cự đáng kể từ Tạng binh và quân Thanh. Đạt Lai Lạt Ma trốn sang Nepal và cầu cứu Càn Long thu hồi lãnh thổ bị mất. Càn Long tức giận lệnh cho Phúc Khang An và Hải Lan Sát đem binh thảo phạt.
Năm thứ 57 (1792), quân Thanh đến Tây Tạng đánh bại quân Khuếch Nhĩ Khách. Quân khuếch Nhĩ Khách nghị hoà và chấp nhận đề xuất của Phúc Khang An tiến cống cho nhà Thanh 5 năm một lần. Với chiến công này, Phúc Khang An được phong Võ Anh điện Đại học sĩ kiêm Quân cơ Đại thần, Nhất đẳng Khinh kỵ Đô uý, con trai ông sẽ được thừa tập; Càn Long Đế còn nói rằng nếu ông đánh bại hoàn toàn quân Khuếch Nhĩ Khách thì sẽ phong ông tước Vương.
Năm thứ 58 (1793), ông được gia phong Gia Dũng Trung Duệ công (嘉勇忠銳公).
Năm thứ 60 (1795), nhà Thanh điều Tổng đốc Vân Quý Phúc Khang An, Tổng đốc Tứ Xuyên Hòa Lâm, Tổng đốc Hồ Quảng Phúc Ninh dẫn quân 7 tỉnh, hơn 10 vạn đi trấn áp nổi loạn ở Cam Túc. Tháng 8 năm đó, quân Thanh bao vây Miêu Vương Thạch Liễu Đặng tại Cam Túc. Phúc Khang An và Hòa Lâm vừa trấn áp vừa chiêu dụ; tháng 9, Ngô Bán Sinh bị bắt, tháng 12, Ngô Bát Nguyệt bị bắt. Với chiến thắng ban đầu, Càn Long Đế phong cho Phúc Khang An là Bối tử, tước vị chỉ dành cho Hoàng tộc. Do chiến đấu căng thẳng ở xa, Phúc Khang An bệnh nhưng vẫn tiếp tục chỉ huy quân đội.
Ông qua đời cùng năm 1795, ngày 28 tháng 5 (âm lịch), Càn Long Đế hết sức đau buồn, truy tặng ông tước Gia Dũng Quận vương (嘉勇郡王), tên thuỵ Văn Tương (文襄), cho phối thờ ở Thái Miếu. Đến triều đại của Gia Khánh, ông bị Gia Khánh phê phán là hoang phí trong quân đội do những chiến dịch quân sự của ông nổi tiếng tốn kém. Năm 1808 triều Gia Khánh, con trai ông bị giáng xuống làm Bối tử.
Sự ưu ái của Càn Long Đế dành cho Phúc Khang An được xem là bất thường, dấy lên mối nghi ngờ ông là con riêng của Càn Long. Con đường thăng tiến của ông quá chói lọi, ngay cả ông có nhiều chiến công đi nữa vẫn rất bất thường. Những viên tướng trong triều Thanh công trạng cả đời mới được phong Nhất đẳng công, Nhất đẳng hầu; trong khi đó ông đã là Nhất đẳng hầu rồi Nhất đẳng công khi mới ngoài 30 tuổi; đặc biệt ông còn được phong Bối tử, truy phong Quận vương, những điều chưa từng có trong lịch sử nhà Thanh.
Phúc Khang An cũng là một trong những đại thần trong triều đối đầu với đại thần Hòa Thân. Ông được Càn Long Đế bổ nhiệm Tổng đốc Lưỡng Quảng nhằm chấn chỉnh mối quan hệ giữa nhà Thanh và Tây Sơn sau khi chiến tranh xảy ra giữa hai bên với thất bại nặng nề của nhà Thanh. Sau khi Tôn Sĩ Nghị bại trận bởi nhà Tây Sơn (khi đó Phúc Khang An được giao nhiệm vụ là đặc sứ phụ trách hậu cần), Càn Long Đế đã cử Phúc Khang An sang Đại Việt lãnh đạo quân Thanh đánh Tây Sơn, nhưng lại bị Quang Trung mua chuộc, tìm cách hoà hoãn, Phúc Khang An đã thuyết phục được Càn Long Đế làm hoà với Tây Sơn.
Với chủ trương khá ôn hoà, ông đã có những đóng góp tích cực vào quan hệ ngoại giao giữa nhà Thanh và Đại Việt thời Tây Sơn, đem lại sự hữu hảo trong quan hệ bang giao hai nước, tránh các xung đột hai bên. Ông còn là nhân vật trong các tiểu thuyết lịch sử và võ hiệp mà tiêu biểu là Thanh cung mười ba Hoàng triều của Hứa Tiếu Thiên, Hoàn Châu cách cách của Quỳnh Dao và Phi Hồ ngoại truyện của Kim Dung.

## Bang giao với Tây Sơn
Sau thất bại nặng nề của nhà Thanh trong chiến tranh với Tây Sơn, vua Càn Long đã cũng điều Phúc Khang An làm tổng đốc Lưỡng Quảng và điều động thêm 50 vạn quân để ứng chiến vùng biên giới nhưng thực chất chỉ để hư trương thanh thế.
Nhận biết được tình thế, Phúc Khang An, đã dâng biểu xin hoàng đế Càn Long bãi binh, đồng thời ông cũng chỉ thị cho Tả giang Binh bị đạo Thang Hùng Nghiệp gửi mật thư cho Quang Trung gợi ý nên tiến hành chính sách hoà hiếu, tránh binh đao.
Ông chính là người đã nhiều lần giao thiệp thư từ qua lại giữa vua Càn Long và triều đình Tây Sơn, gây dựng mối bang giao giữa hai nước. Nguyên nhân, lợi dụng tâm lý của vua Càn Long muốn bắt Đại Việt quy thuận bằng mọi giá nhằm gỡ lại quốc thể sau chiến trận nên Phúc Khang An đã dốc sức giúp đỡ triều đình Tây Sơn.
Cho nên trong đại lễ Bát tuần khánh thọ của Thanh Cao Tông Phúc Khang An khi đó làm Tổng đốc Lưỡng Quảng đã có công đi sứ giao thiệp với nhà Tây Sơn, chủ trương đẩy nhanh tiến độ xét duyệt biểu cầu phong cho An Nam Quốc vương Nguyễn Quang Bình
Từ tuân chỉ hộ tống phái đoàn Tây Sơn có An Nam Quốc Vương Nguyễn Quang Bình và con trai Nguyễn Quang Thùy lên kinh chiêm cận, đến chăm lo tiếp đón, chuẩn bị yến tiệc, phòng ốc ăn ở cho đến xin vua một cân nhân sâm cho quốc mẫu (tức mẹ vua Quang Trung) tẩm bổ, chỉ dẫn phái đoàn Đại Việt cách hành lễ cho đúng điển lệ nhà Thanh. Đặc biệt hướng dẫn vua Quang Trung hành lễ Bão kiến thỉnh an (vốn là nghi lễ đón tiếp tôn quý nhất trong hệ thống điển lễ được quy định của nhà Thanh, người được thi hành lễ này được tiếp đón như quốc khách, các chế độ ưu đãi cũng phải gia tăng. Trong lịch sử Thanh triều đời Càn Long chỉ thi hành lễ này đúng có 3 lần, tính luôn cả Quang Trung). Thậm chí Phúc Khang An còn dốc tiền túi mình ra làm hai thanh như ý bằng vàng (đôi kim như ý) vì thấy trong lễ vật cống phẩm của Đại Việt không có món này. Bởi vì phái đoàn nước ta không biết đến ý nghĩa của thanh như ý nên không dùng làm lễ phẩm nhưng Phúc Khang An đoán biết ý của vua Càn Long rất thích món quà này nên đặc biệt làm riêng hòng nâng cao thể diện cho quốc vương An Nam.

## Trong tiểu thuyết võ hiệp
Trong tiểu thuyết võ hiệp của Kim Dung, ông là một nhân vật trong bộ tiểu thuyết Phi Hồ ngoại truyện và được mô tả như một người lãng tử đa tình, từng trăng hoa với nhiều phụ nữ. Sau đó ông đã chủ trì thực hiện kế hoạch làm khuynh đảo võ lâm bằng cách dùng lợi ích để họ tàn sát lẫn nhau để tiện bề tiêu diệt các bang phái này, đặc biệt là Hồng Hoa Hội của Trần Gia Lạc.